# جاهد ظريف أوغلي
جاهد ظريف أوغلي (بالتركية: Cahit Zarifoğlu) (1359 - 1407 هـ / 1940 - 1987 م) أديب وشاعر تركي.
ولد في مدينة أنقرة بتركيا، وتخرج من قسم اللغة الألمانية والأدب الألماني في كلية الآداب بجامعة استانبول.

## آثاره
صدرت له كتب شعر وكتب حكايات وقصص للأولاد إلى جانب كتابات في محلات أدبية عدة.